# Nieświszczuk czarnoogonowy
Nieświszczuk czarnoogonowy, dawniej: nieświszczuk (Cynomys ludovicianus), zwany też pieskiem preriowym – gatunek ssaka z rodziny wiewiórkowatych (Sciuridae). Jest jednym z pięciu gatunków gryzoni zaliczanych do rodzaju nieświszczuk (Cynomys). Zamieszkuje prerie na dużym obszarze Ameryki Północnej: od południowej części kanadyjskiej prowincji Saskatchewan po południowe regiony meksykańskiego stanu Coahuila oraz od wschodniej części stanu Nebraska po zachodnie krańce Montany.

## Historia odkrycia i nazewnictwo
W dzienniku ekspedycji Lewisa i Clarka w górę rzeki Missouri (1804–1806) kapitan armii amerykańskiej Meriwether Lewis zanotował pod datą 7 września 1804: „...odkryliśmy wieś małych zwierząt, które kopią nory w ziemi (zwierzęta te są po francusku nazywane „małymi psami”). W norze znaleźliśmy dwie żaby, martwego grzechotnika oraz ziemnego szczura [psa preriowego]. Są to zwierzęta o wielkości małego susła i przypominają susła pod każdym względem,... gdy jest zaniepokojony potrząsa ogonem i gwiżdże. Mówi się, że z tymi zwierzętami pomieszkują pewne jaszczurki i wąż...”. Dopiero w 1815 roku amerykański zoolog George Ord opublikował pracę „North American Zoology” zawierającą pierwszy naukowy opis gatunku, który oznaczył nazwą Arctomys ludoviciana.  Współczesna nazwa Cynomys ludovicianus została po raz pierwszy użyta przez Spencera Bairda w 1858 roku.

### Nazwa zwyczajowa
W polskiej literaturze zoologicznej dla oznaczenia gatunku używane były nazwy zwyczajowe „nieświszczuk”, „piesek preriowy”. W wydanej w 2015 roku przez Muzeum i Instytut Zoologii Polskiej Akademii Nauk publikacji „Polskie nazewnictwo ssaków świata” dla gatunku zaproponowano oznaczenie nieświszczuk czarnoogonowy, rezerwując nazwę nieświszczuk dla rodzaju Cynomys.

## Budowa ciała
Nieświszczuk czarnoogonowy jest gryzoniem o zwartej budowie ciała, największym przedstawicielem rodzaju Cynomys. Tułów wraz z głową osiąga długość do około 30 cm przy masie ciała około 1 kg. Sierść w części grzbietowej ma barwę szarawożółtą, brązową lub czerwonobrązową, zaś w części brzusznej jest jaśniejsza. Ogon osiąga długość około 10 cm i z wierzchu jest pokryty ciemnobrunatną sierścią.
| Część ciała                 | wymiar średni | odchylenie (+/-) | przedział wymiarów |
| --------------------------- | ------------- | ---------------- | ------------------ |
| tułów z głową               | 373,5 mm      | 29,3 mm          | 354,5–397,8 mm     |
| ogon                        | 78,6 mm       | 9,2 mm           | 71–115 mm          |
| tylne łapy                  | 60,2 mm       | 3,4 mm           | 57,5–64,5 mm       |
| czaszka (najdłuższy wymiar) | 27,1 mm       | 1,3 mm           | 25,9–28,3 mm       |

Masa ciała dorosłych nieświszczuków czarnoogonowych zmienia się w poszczególnych częściach roku:
| pora roku | masa ciała (g) samce | odchylenie (+/– g) samce | zakresy (g) samce | n samce | masa ciała (g) samice | odchylenie (+/– g) samice | zakresy (g) samice | n samice |
| --------- | -------------------- | ------------------------ | ----------------- | ------- | --------------------- | ------------------------- | ------------------ | -------- |
| jesień    | 905                  | 116                      | 613–1390          | 217     | 819                   | 103                       | 470–1149           | 430      |
| zima      | 750                  | 121                      | 493–1147          | 149     | 689                   | 105                       | 406–1045           | 276      |
| wiosna    | 801                  | 99                       | 437–1010          | 281     | 696                   | 84,1                      | 418–982            | 613      |

## Tryb życia
Nieświszczuk czarnoogonowy wiedzie dzienny tryb życia, nie zapada w sen zimowy, lecz okresowo może zmniejszać swoją aktywność na powierzchni. Gdy temperatura powietrza przekracza 30 °C, nieświszczuk pozostaje w norze.

### Organizacja społeczna
Nieświszczuk czarnoogonowy żyje w koloniach, które mogą liczyć od kilku osobników do wielu tysięcy zwierząt. Jest gatunkiem socjalnym i silnie terytorialnym. Kolonie dzielą się na kilka obwodów. Podział następuje naturalnie, zgodnie z lokalnym ukształtowaniem terenu. Te grupy dzielą się z kolei na koterie, w skład których wchodzi kilka rodzin. Członkowie koterii wspierają i bronią się wzajemnie, lecz w relacjach zewnętrznych wykazują agresję. Rodzina jest z natury poligamiczna. Na początku sezonu składa się zwykle z jednego samca i kilku samic, by wraz z dojrzewaniem młodych samców i samic rozrastać się. W rok po narodzinach młode samce zazwyczaj opuszczają rodzinne terytorium i ruszają tworzyć własne rodziny. Ich nowe terytorium jest zazwyczaj zlokalizowane w promieniu 2,5 km od nory rodzinnej. Z kolei samice spędzają całe życie w jednym miejscu. Samce poszukując nowych terenów poruszają się czasem wzdłuż lokalnych traktów.
Migracje młodych samców i zdolność kolonii do stałych ekspansji jest czynnikiem znacznie zwiększającym zdolność gatunku do zwiększania liczebności populacji. Podczas badań przeprowadzonych w Parku Narodowym Wind Cave w Dakocie Południowej stwierdzono, że w młodej kolonii odnotowywany był wyraźnie wyższy odsetek udanych ciąż, mioty były liczniejsze, młode nieświszczuki rosły wyraźnie szybciej, a jednoroczne samce wykazywały aktywność płciową. Ponadto zagęszczenie kolonii było dwukrotnie wyższe niż w kolonii starej, a umieralność zauważalnie niższa.
Nieświszczuk czarnoogonowy często zatrzymuje się w wyprostowanej pozycji. Zaniepokojony alarmuje członków stada gwizdem.

### Cykl życiowy

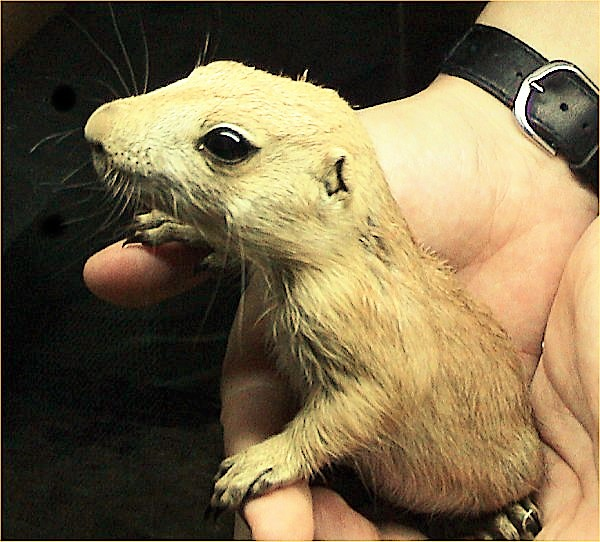
Młody, 6-tygodniowy nieświszczuk czarnoogonowy

Młode nieświszczuki czarnoogonowe przystępują do rozrodu po osiągnięciu wieku 2 lat, ale w sytuacji dobrych warunków bytowych i dostatku pożywienia mogą odbywać kopulacje i rozmnażać się już po 1 roku życia. Okres godowy trwa od końca lutego do kwietnia, lecz jest nieco zróżnicowany dla poszczególnych lokalizacji. Owulacja u samic tego gatunku trwa tylko przez jeden dzień w roku. Po trwającej 34 dni ciąży przychodzi na świat średnio 3–4,9 młodych. Rodzą się ślepe i niezdolne do samodzielnego życia. Przez pierwsze 7 tygodni pozostają w podziemnym gnieździe pod opieką matki, zaś oczy otwierają się po 30. dniu życia. Dojrzałość płciową osiągają w 15. miesiącu życia. Umieralność wśród nieświszczuków jest stosunkowo duża w pierwszym roku życia. Do głównych przyczyn należy działanie drapieżników, ale także dzieciobójstwo ze strony dorosłych nieświszczuków czarnoogonowych. Najczęściej sprawcami dzieciobójstwa były karmiące samice. W badanej populacji zabitych w ten sposób zostało aż 39% młodych. Badania przeprowadzone w Parku Narodowym Wind Cave w Dakocie Południowej wykazały, że pierwszy rok przeżyło 54% samic oraz mniej niż 50% samców. Wśród samców umieralność wzrasta znacząco już po osiągnięciu wieku 3 lat. Samce na wolności dożywają wieku około 5 lat, zaś samice 7 lat.

## Ekologia
Zamieszkuje prerie Ameryki Północnej. Żywi się trawami i ziołami. Jest szkodnikiem upraw rolnych i z tego powodu jest tępiony przez człowieka.
Meriwether Lewis, jeden z pierwszych obserwatorów tych gryzoni, zwracał uwagę na szereg gatunków zwierząt, których funkcjonowanie było ściśle powiązane z koloniami piesków preriowych. Obecnie nieświszczuk jest uważany za gatunek zwornikowy ekosystemu prerii. Postępujące tępienie gatunku może mieć bezpośredni, negatywny wpływ na funkcjonowanie powiązanych gatunków: tchórza czarnołapego, myszołowa królewskiego, sieweczki preriowej czy pójdźki ziemnej.

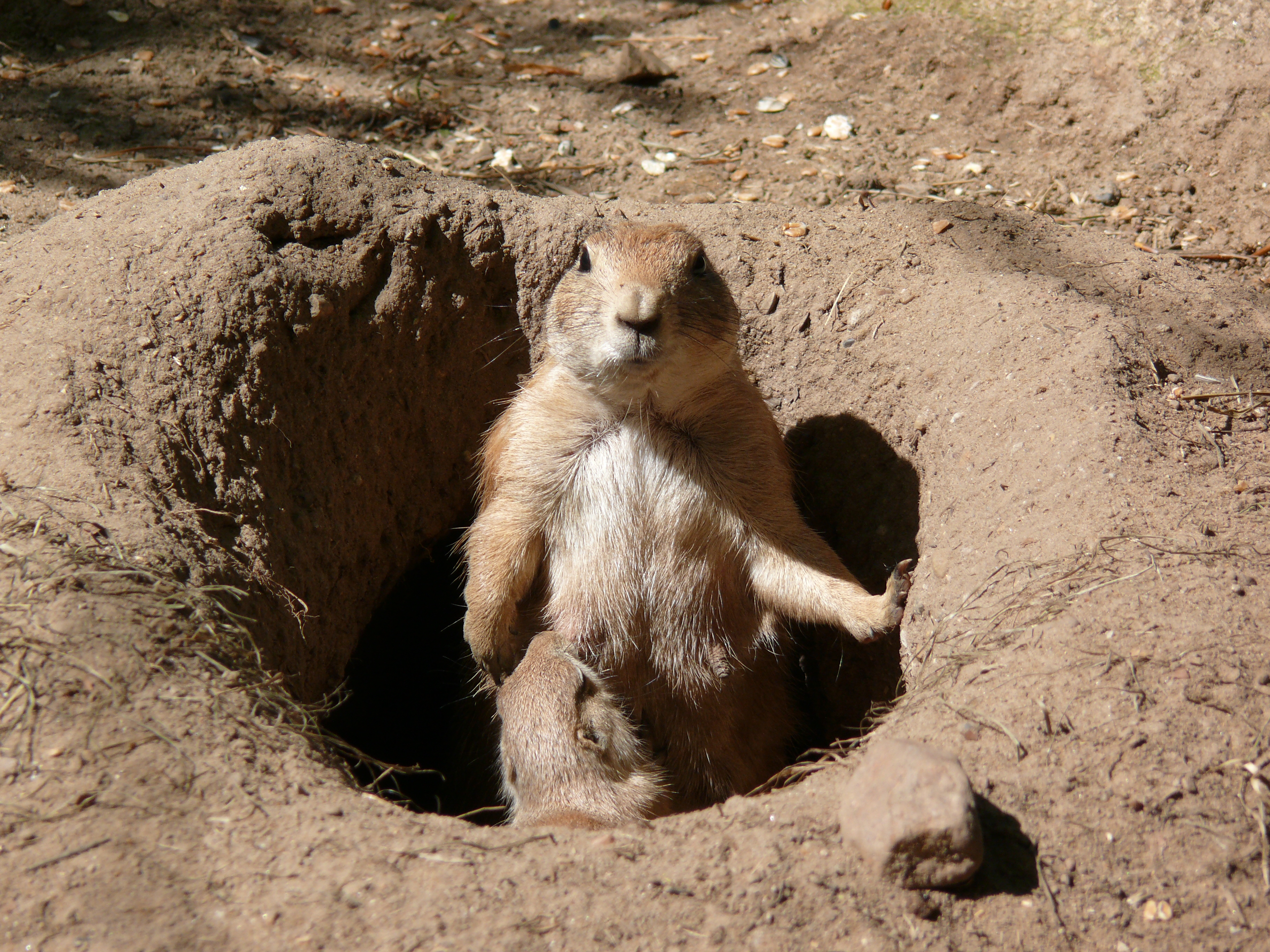
Nieświszczuk u wylotu nory

### Siedlisko
Na dobór siedliska przez nieświszczuka czarnoogonowego ma wpływ rodzaj i obfitość roślinności, rodzaj gleby czy suma opadów. Lubią prerie porośnięte niską trawą (Buchloe dactyloides, Bouteloua gracilis, Pascopyron smithii), preriową roślinnością mieszaną, bylicą Artemisia tridentata lub florą pustynną. Tereny młodych kolonii mogą być zdominowane przez trawy, ale wraz ze starzeniem się kolonii zaczyna dominować siedlisko porośnięte niskimi krzewami i roślinnością typową dla pastwisk. W kolonii żyjącej w Parku Narodowym Wind Cave zaobserwowano trzy strefy wegetacyjne. W części zewnętrznej dominowały charakterystyczne dla prerii trawy: Pascopyron smithii, Bouteloua dactyloides oraz ostnica. Bliżej środka rosły niskie trawy B. gracilis i B. dactyloides, zaś w centralnej części królowała roślinność pastwiskowa. Nieświszczuki żerują zazwyczaj wyłącznie na terenie swojej kolonii. Naukowcy bardzo sporadycznie odnotowywali osobniki żerujące w odległości większej niż 5 m od krawędzi terenu kolonii.
Ze względu na potrzebę zachowania komunikacji wzrokowej z członkami stada oraz monitorowania niebezpieczeństwa ze strony drapieżników roślinność nie powinna przekraczać wysokości 13 cm. Nieświszczuk lubi tereny płaskie, a ewentualne stoki w typowym siedlisku są zazwyczaj niezbyt strome i nie przekraczają spadku około 2–5%. Ważnym czynnikiem doboru lokalizacji jest występowanie rzek, jezior lub potoków.

#### Nora
Nieświszczuki czarnoogonowe budują nory z rozległym systemem korytarzy i wykorzystują je w kolejnych pokoleniach. Badane przez naukowców tunele zwierząt z kolonii w Oklahomie były zlokalizowane około 50–60 cm poniżej poziomu terenu. Nora zapewnia nieświszczukom schronienie przed drapieżnikami, służy jako miejsce do rozrodu i wychowywania młodych. Wejście jest zwykle usytuowane na szczycie usypanego kopca, co podczas ulewnych opadów chroni korytarze przed zalaniem. Komora gniazdowa wyścielana jest sianem, które zbierane jest na bieżąco przez wszystkich członków rodziny niezależnie od płci i wieku. W przeciętnej kolonii nieświszczuki drążą 20–57 nor/akr (ok. 49–140 nor/ha).

### Zależności międzygatunkowe
Z funkcjonowaniem kolonii nieświszczuków czarnoogonowych związane jest życie setek gatunków zwierząt. Badania przeprowadzone na zachodnim brzegu Missouri w stanie Montana wykazały, że około 40% (czyli ok. 100 gatunków) kręgowców mających swoje siedliska na prerii jest związanych z funkcjonowaniem kolonii piesków preriowych, na których mają swoje ostoje, gniazda i na terenie których żerują. Podobne wyniki osiągnęli naukowcy badające populacje nieświszczuków w stanie Oklahoma.
W warunkach naturalnych nieświszczuk bywa głównym pokarmem wielu lokalnych drapieżników. Do naturalnych wrogów polujących na nieświszczuki należy kojot preriowy, borsucznik amerykański, ryś rudy, orzeł przedni, myszołów królewski, myszołów rdzawosterny oraz grzechotnik preriowy. W przeszłości głównym wrogiem był (obecnie dość rzadko już spotykany) tchórz czarnołapy. Żerowanie piesków preriowych na porastającej siedlisko roślinności zielonej skutkuje utrzymaniem flory w stłumionym stanie wegetatywnym, co z kolei powoduje, że uzyskuje wyższe wartości odżywcze. Trawy porastające kolonie nieświszczuków przyciągają więc stada bizonów, jeleni szlachetnych, widłorogi amerykańskie, ale także i bydło domowe.

## Zagrożenia i ochrona
Naukowcy podkreślają sprzeczność między poglądami i działaniami ekologów i farmerów  w odniesieniu do piesków preriowych.
Od czasów ekspedycji Lewisa i Clarka nieświszczuki zostały w znacznym stopniu wytępione na Wielkich Równinach. Zostały zdziesiątkowane przez kampanie trucia ich jako szkodnika upraw oraz chorobę wywołaną przez pałeczkę dżumy. Na terenie południowo-zachodniej części Nowego Meksyku, południowo-wschodniej Arizony oraz na innych lokalnych obszarach gatunek został już całkowicie wytępiony. Siedliska nieświszczuka zostały przekształcone w pastwiska i pola uprawne.
Do głównych zagrożeń gatunku IUCN zalicza:
- epizootię na skutek zakażeń pałeczką dżumy (duża podatność gatunku),
- zmiany ukształtowania terenów prerii na skutek rozszerzania terenów rolniczych i procesów urbanizacyjnych,
- postępującą fragmentację siedlisk,
- zorganizowane trucie zwierząt oraz odstrzały prowadzone przez człowieka.

W połowie XIX wieku liczebność populacji nieświszczuków czarnoogonowych była zbliżona do 5 miliardów osobników, zaś wielkość pojedynczej, rozległej kolonii szacowana była na 400 000 zwierząt. Obecna liczebność populacji piesków preriowych liczona jest w milionach, lecz oszacowanie łącznej liczby zwierząt tego gatunku jest znacznie utrudnione. Poszczególne populacje są izolowane i znacznie zmniejszyły swoją liczebność. United States Fish and Wildlife Service (USFaWS) publikuje informacje na temat powierzchni zajmowanych lub potencjalnych siedlisk. Obliczono, że na terenie Stanów Zjednoczonych jest blisko 159,6 mln ha potencjalnych siedlisk nieświszczuków, z czego zasiedlone są tereny jedynie o powierzchni 0,4 mln ha. Historycznie w jednym czasie zajętych było maksymalnie 20% siedlisk, czyli około 32 mln ha (według innych źródeł 45 mln ha). Biorąc pod uwagę powyższe wyniki, National Wildlife Federation (NWF) złożyła w 1998 roku do United States Fish and Wildlife Service wniosek o objęcie gatunku ochroną prawną na podstawie „Endangered Species Act”, jednak – mimo spełnienia w opinii NWF aż czterech z pięciu wymogów, jakie muszą spełniać gatunki objęte aplikacją – wniosek został odrzucony. USFaWS potwierdziło zasadność zgłoszenia, a jako przyczynę odmowy wskazało szereg innych zagrożeń ekologicznych o wyższym priorytecie oraz brak środków finansowych.
W 1998 roku NWF opublikował rezolucję w sprawie spadku liczebności piesków preriowych degradacji ekosystemu prerii w Ameryce Północnej. Rezolucja została przyjęta przez American Society of Mammalogists. Druga rezolucja NWF w sprawie ochrony ekosystemu zasiedlanego przez nieświszczuki została przyjęta przez amerykańskie Society for Conservation Biology.
W opublikowanej w 1974 roku Czerwonej księdze gatunków zagrożonych Międzynarodowa Unia Ochrony Przyrody i Jej Zasobów (IUCN) wymieniała C. ludovicianus na liście gatunków zagrożonych wyginięciem. W kolejnych edycjach księgi IUCN wskazuje że mimo zagrożeń nieświszczuk nie jest gatunkiem „silnie zagrożonym” i klasyfikuje go w grupie gatunków najmniejszej troski (LC).
W Polsce nieświszczuki czarnoogonowe można zobaczyć w zoo w Opolu.